# 辛辛那提足球會
辛辛那提足球會（英語：FC Cincinnati）是位於美國俄亥俄州辛辛那提的職業足球隊，在2019年加入美國職業足球大聯盟。

## 历史
2015年8月，辛辛那提足球會成立，由辛辛那提本地商人卡爾·林德納三世和其他人联合投资，使用辛辛那提大学翻新的美式橄榄球场——尼珀特体育场作为主场。球队于2016赛季起参加美国足球联赛（USL）的比赛，聘请前美國國家隊中场球员约翰·哈克斯担任教练。
球队于2016赛季止步季后赛首轮，当场比赛的观众达30,187人，创下了USL季后赛的观赛人数纪录。球队于2018赛季赢得USL常规赛冠军。
鉴于球队的高上座率和新建球场计划，美國職業足球大聯盟（MLS）于2018年宣布将其选为扩编球队。球队于2019赛季起参加MLS的比赛。
2021年5月16日起，球队启用新建的专用足球场——TQL體育場作为主场。

## 顏色和徽章
球队徽章上的狮子和橙蓝配色来自投资方之一的荷兰狮资本集团（Dutch Lions Capital Group）。球队进入MLS后对徽章做出了一些调整，但仍基本保持了原来的狮子元素和橙蓝配色，橙蓝色加亮，狮子尾巴被改成“C”型，代表辛辛那提城市名的首字母。

## 贊助
| 期間      | 球衣製造商 | 球衣贊助商   | 袖子贊助商           |
| --------- | ---------- | ------------ | -------------------- |
| 2015-2018 | 耐克       | 丰田         | —                    |
| 2019      | 愛迪達     | Mercy Health | —                    |
| 2020      | 愛迪達     | Mercy Health | First Financial Bank |
| 2021–至今 | 愛迪達     | Mercy Health | 克羅格               |

## 外部連結
- 维基共享资源上的相關多媒體資源：辛辛那提足球會
- 官方网站